# Dipartimento di Punilla
Punilla è un dipartimento argentino, situato nella parte centro-occidentale della provincia di Córdoba, con capoluogo Cosquín.

## Geografia fisica
Da nord, in senso orario, confina con i dipartimenti di Ischilín, Totoral, Colón, Santa María, San Alberto e Cruz del Eje.
Il dipartimento è suddiviso nelle seguenti pedanie: Dolores, Rosario, San Antonio, San Roque, Santiago.

## Società

### Evoluzione demografica
Secondo il censimento del 2001, su un territorio di 2.592 km², la popolazione ammontava a 155.124 abitanti, con un aumento demografico del 27,97% rispetto al censimento del 1991.

## Amministrazione
Nel 2001 il dipartimento comprendeva:
- 13 comuni (comunas in spagnolo):
  - Cabalango
  - Casa Grande
  - Charbonier
  - Cuesta Blanca
  - Estancia Vieja
  - Mayu Sumaj
  - San Antonio de Arredondo
  - San Roque
  - Tala Huasi
  - Villa Flor Serrana
  - Villa Parque Siquiman
  - Villa Santa Cruz del Lago
  - Villa Icho Cruz
- 13 municipalità (municipios in spagnolo):
  - Bialet Massé
  - Capilla del Monte
  - Cosquín
  - Huerta Grande
  - La Cumbre
  - La Falda
  - Los Cocos
  - San Esteban
  - Santa María de Punilla
  - Tanti
  - Valle Hermoso
  - Villa Carlos Paz
  - Villa Giardino